# Shem Kororia
Shem Kororia (né le 25 septembre 1972) est un athlète kényan, spécialiste du 5 000 mètres.

## Biographie
Il est médaillé de bronze en 13 min 17 s 59 aux championnats du monde de 1995. 
Il termine 9e de la finale du 5 000 mètres des Jeux olympiques d'Atlanta en 1996 dans le temps de 13 min 14 s 63. 

## Palmarès
- Médaille de bronze aux Championnats du monde 1995 à Göteborg,  Suède
- Médaille d'or aux championnats du monde militaires des années 1995 et 1999.